# Aleš Máchal
Aleš Máchal (* 1952 Bílovice nad Svitavou) je český ekopedagog, spoluzakladatel a první ředitel školského zařízení pro environmentální vzdělávání Lipka.

## Život
Aleš Máchal vystudoval v roce 1975 Provozně ekonomickou fakultu Vysoké školy zemědělské v Brně (nyní PEF MZLU) a získal titul inženýr v oboru provoz a ekonomika zemědělství. Následně byl zaměstnán na ekonomických pozicích v Zemědělských stavbách n. p. a v Generálním ředitelství VHJ Zemědělské stavby. Souběžně získával praxi v dobrovolné ochraně přírody a ve výchově dětí k ochraně přírody. V letech 1984 až 1986 studoval postgraduální studium „Ochrana a tvorba životního prostředí“ na Agronomické fakultě Vysoké školy zemědělské v Brně. Mezi lety 1987 a 1991 pak působil jako vedoucí oddělení speciální ochrany přírody s působností pro Jihomoravský kraj a následně jako náměstek ředitele pro ochranu přírody. Mezi roky 1990 a 1992 si rovněž doplnil aprobaci pro vyučování odborných předmětů a biologie na středních školách na PEF VŠZ. V roce 1991 spolu s Hanou Korvasovou založil Lipku - Dům ekologické výchovy v Brně. Do roku 2002 byl prvním ředitelem Lipky, po roce 2002 je zástupcem ředitelky a pedagogickým pracovníkem. Je členem redakční rady časopisu Sedmá generace a řadu let i odborného periodika Envigogika.
Od roku 1991 externě vyučoval na Pedagogické fakultě MU, Přírodovědecké fakultě UP a Mendelově univerzitě v Brně. Donedávna externě vyučoval na Katedře environmentálních studií Fakulty sociálních studií Masarykovy univerzity; s katedrou dodnes spolupracuje. Mezi lety 2002 a 2006 společně s RNDr. Mojmírem Vlašínem moderoval televizní cyklus „Hra na zelenou“. V roce 2001 získal Cenu Josefa Vavrouška a v roce 2002 Cenu ministra životního prostředí.

## Vybrané publikace
• Horká, H., Kulich, J., Lišková, E. a Máchal, A. Ekologické/environmentální minimum pro studenty oboru učitelství (návrh). In: Lišková, E. (ed.): Minimální všeobecný základ znalostí a dovedností studentů učitelství o životním prostředí, udržitelném rozvoji a environmentální výchově. Sborník prací katedry biologie a ekologické výchovy Pedagogické fakulty UK. Praha: Univerzita Karlova, 2003, s. 9–13. ISBN 80-7290-123-0. 
• Máchal, A. Průvodce praktickou ekologickou výchovou. Brno: Rezekvítek, 2007. ISBN 80-902954-0-1 
• Máchal, A., Husták, J. a Slámová, G. Malý ekologický a environmentální slovníček. Brno: Rezekvítek, 2006. ISBN 80-902954-1-X 
• Máchal, A., Vlašín, M. a Smolíková, D. Desatero domácí ekologie. Brno: Rezekvítek, 2002. ISBN 80-86626-01-6 
• Vlašín, M., Ledvina, P., Máchal, A. Desatero domácí ekologie. Brno: Síť ekologických poraden, 2009. ISBN 978-80-904520-0-8 
• Máchal, A., Korvasová, H., Hrajeme si na přírodu: soubor her s ekologickou tematikou. Institut dětí a mládeže Praha. 1991. ISBN 80-85105-33-0 
• Máchal, A. Špetka dobromysli (Kapitoly z praktické ekologické výchovy). Brno: EkoCentrum, 1996. ISBN 80-901668-6-5 
• Vlašín, M., Máchal, A., Vlašínová, H., Klíč k určování savců. Brno: EkoCentrum, 1994. ISBN 80-901668-2-2